# Stefan Rogal
Stefan Rogal (* 1965) ist ein Autor, Kolumnist und Herausgeber.

## Biografie
Rogal studierte u. a. in Klagenfurt und Innsbruck Literaturwissenschaft, Pädagogik, Philosophie und Psychologie. Er promovierte 1999 an der Universität Innsbruck. In seiner Dissertation Schul-Spuren stellt er das Konzept der Biografischen Selbstreflexion seines Doktorvaters Herbert Gudjons in einen didaktischen Rahmen. Rogal arbeitet seit 1996 als Autor bzw. Herausgeber von Bildungsmedien. Er ist Mitherausgeber der Lektürereihe … einfach klassisch im Cornelsen Verlag sowie Mitherausgeber der Hamburger Lesehefte. Mit seinem Konzept leben.s.geschichte bietet er biografische Fortbildungsveranstaltungen in Deutschland, Österreich, der Schweiz und Südtirol an.

## Veröffentlichungen
- Schul-Spuren. Baltmannsweiler: Schneider Hohengehren 1999, ISBN 3-89676-141-2[1]
- Frühlings Erwachen. Unterrichtsmodell. Paderborn: Schöningh 2000, ISBN 3-506-22324-0
- Unterm Rad. Unterrichtsmodell. Paderborn: Schöningh 2002, ISBN 3-506-22389-5
- Biographikum. Donauwörth: Auer 2003, ISBN 3-403-03797-5
- Der Schüler Gerber. Kopiervorlagen. München: Oldenbourg 2003, ISBN 3-486-15793-0
- Freuds Psychoanalyse – konkret. Leipzig: Militzke 2009, ISBN 978-3-86189-532-9
- Philosophie, Psychologie, Pädagogik. Leipzig: Militzke 2010, ISBN 978-3-86189-531-2
- Die Perlmutterfarbe. Kopiervorlagen. Berlin: Cornelsen 2011, ISBN 978-3-06-061329-8
- Auswege aus dem Fliegenglas. Leipzig: Militzke 2011, ISBN 978-3-86189-548-0
- Reise durch die Literatur. Berlin: Cornelsen 2012, ISBN 978-3-06-061852-1
- … und das Lebensrätsel bleibt. Leipzig: Militzke 2014, ISBN 978-3-86189-592-3
- Philosophie – ganz einfach. 28 Gedanken großer Philosophen. München: neobooks 2014, ISBN 978-3-8476-0638-3
- Das Schönste an der Zukunft ist der Blick zurück. Aphorismen. Berlin: epubli 2019, ISBN 978-3-7485-1082-6
- Die gute alte Zeit bleibt immer jung. Aphorismen. Berlin: epubli 2020, ISBN 978-3-7531-0369-3
- Ganz und gar Subjektives. Zeitungsartikel 2014 bis 2020. Berlin: epubli 2020, ISBN 978-3-7531-2303-5
- Lebensgeschichte. Nachdenken über die eigene Biografie. Berlin: epubli 2020, ISBN 978-3-7529-5161-5
- Ich laufe meinen Träumen hinterher, aber die sind schneller. Aphorismen. Berlin: epubli 2022, ISBN 978-3-7549-4884-2
- Das Problem beim Umdenken ist das Denken. Aphorismen. Berlin: epubli 2023, ISBN 978-3-7575-6566-4
- Basics biografischer Reflexion. Berlin: neobooks 2023, ISBN 978-3-7565-6004-2
- Das Leben ist zu schön, um wahr zu sein, und zu wahr, um schön zu sein. Aphorismen. Berlin: epubli 2024, ISBN 978-3-7584-8988-4
- Sokrates und ich. Was sagen mir die Philosophen? Berlin: epubli 2024, ISBN 978-3-7598-2923-8
- Philosophikum. 34 große Philosophen und was sie für mich bedeuten. Berlin: epubli 2024, ISBN 978-3-7598-3504-8
- Ich – zum Vergnügen. Nachdenken über mich. Berlin: epubli 2024, ISBN 978-3-7598-5062-1
- Ach, übrigens: Die Gegenwart ist schon wieder vorbei! Aphorismen. Berlin: epubli 2025, ISBN 978-3-8190-4251-5
- Als ich in der Realität ankam, wollte ich sofort zurück. 1000 Aphorismen. Berlin: epubli 2025, ISBN 978-3-8197-1194-7

### Als Herausgeber
- Thomas Mann. Buddenbrooks. Die Schulepisode. Kommentierte Textausgabe. Stuttgart: Klett 1997, ISBN 3-12-262180-0
- Frank Wedekind. Frühlings Erwachen. Kommentierte Textausgabe. Paderborn: Schöningh 1999, ISBN 3-506-22323-2
- Susanne Kilian. Hans möchte stark sein, stark wie Tarzan. Kommentierte Textausgabe. Leipzig: Militzke 2007, ISBN 978-3-86189-397-4
- Frank Wedekind. Frühlings Erwachen. Kommentierte Textausgabe. Berlin: Cornelsen 2010, ISBN 978-3-464-60958-3
- Ödön von Horváth. Jugend ohne Gott. Kommentierte Textausgabe. Berlin: Cornelsen 2010, ISBN 978-3-464-60962-0
- Arthur Schnitzler. Fräulein Else. Kommentierte Textausgabe. Berlin: Cornelsen 2011, ISBN 978-3-464-60986-6
- Arthur Schnitzler. Reigen. Kommentierte Textausgabe. Husum: Hamburger Lesehefte 2011, ISBN 978-3-87291-232-9
- Arno Holz/Johannes Schlaf. Die Familie Selicke. Kommentierte Textausgabe. Berlin: Cornelsen 2012, ISBN 978-3-464-60999-6
- Stefan Zweig. Schachnovelle. Kommentierte Textausgabe. Berlin: Cornelsen 2013, ISBN 978-3-06-062923-7
- Stefan Zweig. Schachnovelle. Kopiervorlagen. Berlin: Cornelsen 2013, ISBN 978-3-06-062911-4
- Robert Musil. Die Verwirrungen des Zöglings Törleß. Kommentierte Textausgabe. München: Oldenbourg 2012, ISBN 978-3-637-01622-4
- Joseph Roth. Der Vorzugsschüler. Kommentierte Textausgabe. Stuttgart: Reclam 2012, ISBN 978-3-15-018858-3
- Stefan Zweig. Schachnovelle. Kommentierte Textausgabe. Husum: Hamburger Lesehefte 2013, ISBN 978-3-87291-233-6
- Stefan Zweig. Angst. Kommentierte Textausgabe. Husum: Hamburger Lesehefte 2013, ISBN 978-3-87291-234-3
- Stefan  Zweig. Schachnovelle. Kommentierte Textausgabe. Berlin: Cornelsen 2013, ISBN 978-3-464-61231-6
- Robert Musil. Die Verwirrungen des Zöglings Törleß. Kommentierte Textausgabe. Husum: Hamburger Lesehefte 2013, ISBN 978-3-87291-235-0
- Deutsche Liebesgedichte. Kommentierte Textausgabe. Husum: Hamburger Lesehefte 2014, ISBN 978-3-87291-236-7
- Joseph Freiherr von Eichendorff. Gedichte. Kommentierte Textausgabe. Husum: Hamburger Lesehefte 2014, ISBN 978-3-87291-239-8
- Edlef Köppen. Heeresbericht. Kommentierte Textausgabe. Husum: Hamburger Lesehefte 2014, ISBN 978-3-87291-240-4
- Franz Werfel. Der Abituriententag. Kommentierte Textausgabe. Husum: Hamburger Lesehefte 2016, ISBN 978-3-87291-245-9
- Gerhart Hauptmann. Die Weber. Kommentierte Textausgabe. Husum: Hamburger Lesehefte 2017, ISBN 978-3-87291-246-6
- Susanne Kilian. Brave Tochter, altes Kind. München: neobooks 2017, ISBN 978-3-7427-6348-8
- Wolfgang Borchert. Draußen vor der Tür. Kommentierte Textausgabe. Husum: Hamburger Lesehefte 2018, ISBN 978-3-87291-249-7
- Philosophie. 12 wichtige Philosophen – gut verständlich. Berlin: epubli 2020, ISBN 978-3-7531-3142-9
- Gerhart Hauptmann. Vor Sonnenaufgang. Kommentierte Textausgabe. Husum: Hamburger Lesehefte 2024, ISBN 978-3-87291-258-9